# Job de Ruiter
Jacob de Ruiter, dit Job de Ruiter, né le 30 avril 1930 à Giessendam et mort le 4 octobre 2015 à Naarden, est un magistrat et homme d'État néerlandais, membre de l'Appel chrétien-démocrate (CDA).
Il embrasse une carrière de magistrat à partir du milieu des années 1950, qui l'amène à occuper des postes de procureur, greffier et juge. En 1970, il devient universitaire et enseigne le droit.
Nommé ministre de la Justice en 1977, il sert à ce poste pendant les cinq ans de pouvoir de Dries van Agt. Sous le premier mandat de Ruud Lubbers, entre 1982 et 1986, il est ministre de la Défense.
Il occupe ensuite les fonctions de procureur général d'Amsterdam pendant quatre ans, puis redevient universitaire jusqu'en 1995.

## Biographie

### Formation et débuts professionnels
Il étudie le droit privé à l'université d'Utrecht, entre 1948 et 1953. Les deux années qui suivent, il travaille comme professeur assistant.
Entre 1955 et 1958, il est procureur à La Haye et Amsterdam.

### Magistrat puis universitaire
Il devient en 1962 greffier d'un tribunal d'arrondissement à Utrecht. Il obtient son doctorat en jurisprudence l'année qui suit et prend alors un poste de juge d'arrondissement à Zutphen.
Il occupe cette fonction jusqu'en 1970, quand il est nommé professeur des universités de droit privé à l'université libre d'Amsterdam (VU). Il est promu recteur de la VU en 1976.

### Ministre
Le 19 décembre 1977, Job de Ruiter est nommé à 47 ans ministre de la Justice dans le premier cabinet du chrétien démocrate Dries van Agt. Membre du Parti antirévolutionnaire (ARP), il adhère en 1979 à l'Appel chrétien-démocrate (CDA).
Il est élu député à la Seconde Chambre des États généraux à l'occasion des élections législatives du 26 mai 1981. Il est confirmé dans ses fonctions ministérielles le 9 septembre suivant.
À la suite des élections législatives anticipées du 8 septembre 1982, le nouveau Premier ministre chrétien-démocrate Ruud Lubbers le nomme ministre de la Défense. Il quitte le cabinet et la politique à l'issue de son mandat, le 14 juillet 1986.

### Retour à la magistrature et à l'université
Il est désigné procureur général d'Amsterdam le 1er octobre suivant. Il cumule cette fonction avec un poste de professeur des universités à l'université d'Utrecht à partir de 1989. Il abandonne la magistrature en 1990 et l'université cinq ans plus tard.